# Weinstadel
Pour le bâtiment de Munich, voir Weinstadl.

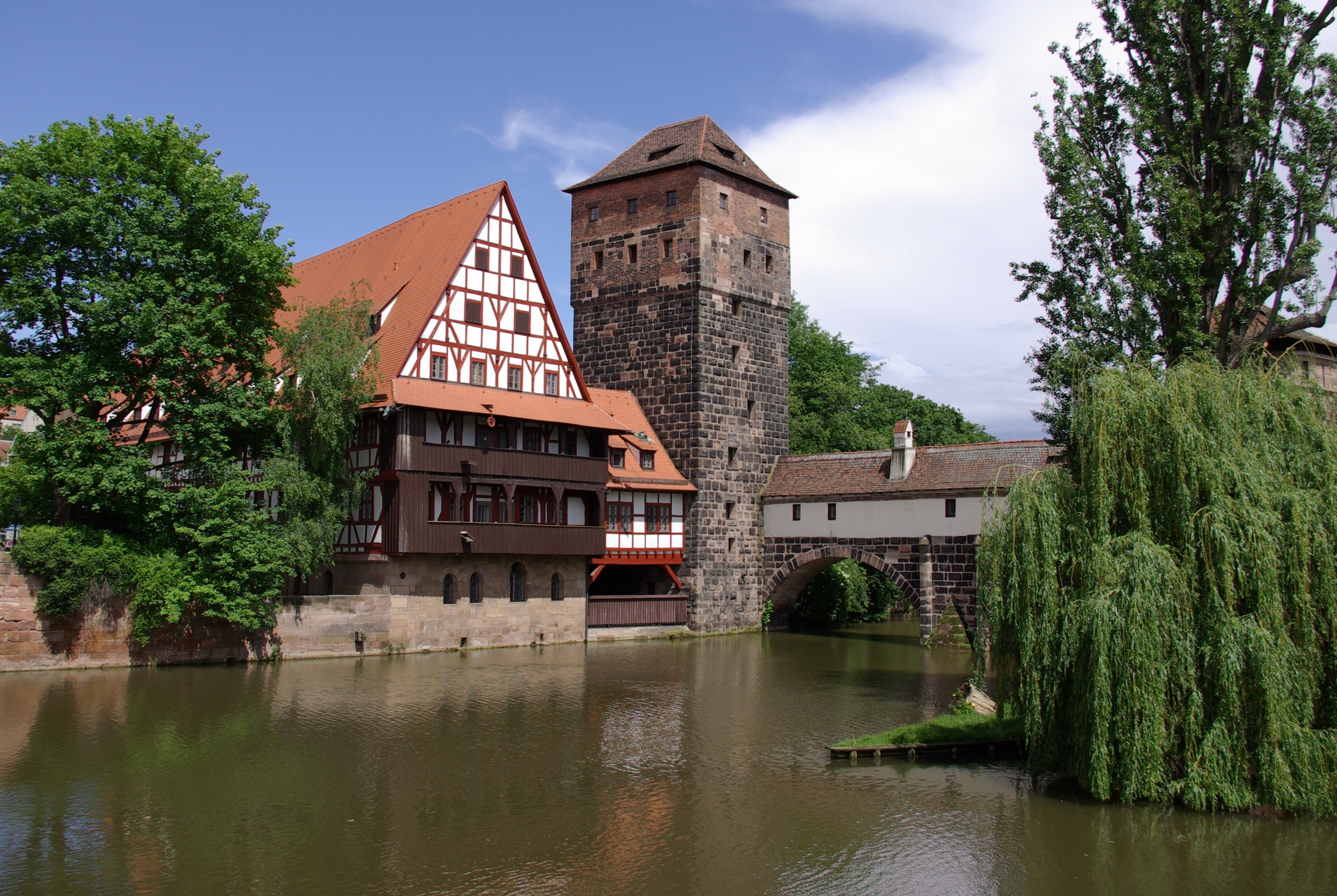
Weinstadel et château d'eau, en 2010 ...

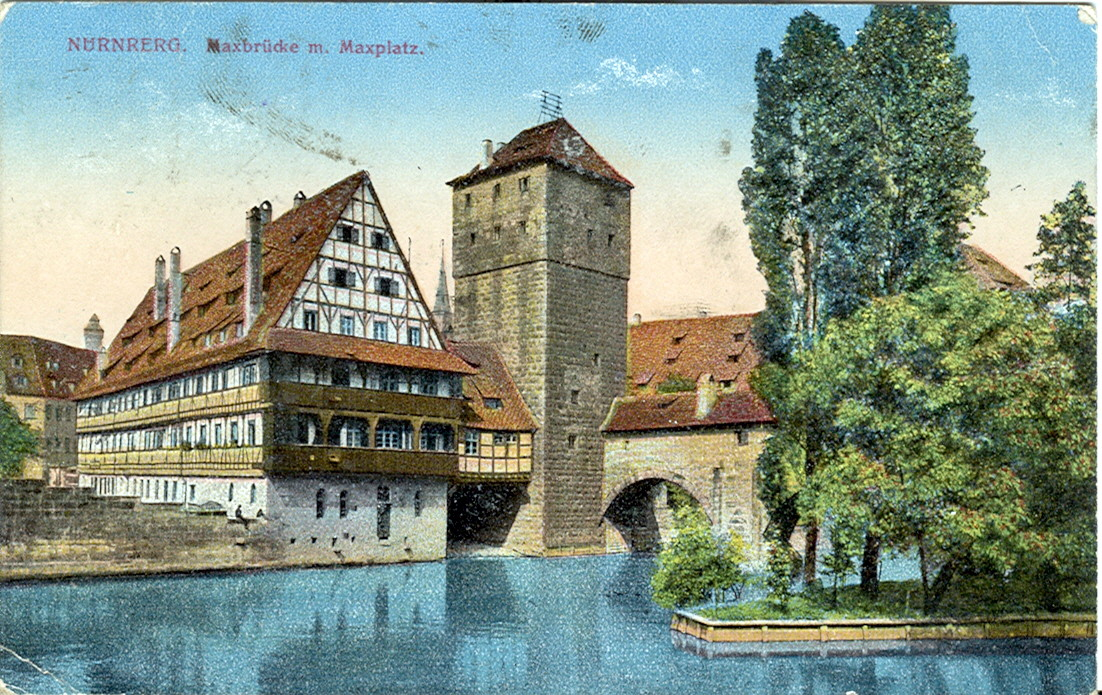
... et vers 1918

Le Weinstadel (littéralement, magasin à vin ou entrepôt à vin) est un bâtiment de la ville médiévale et impériale de Nuremberg. C'est l'un des monuments les plus célèbres de la partie nord de la vieille ville de Nuremberg qui constitue une étape sur le mile historique de Nuremberg. Le nom Weinstadel est dérivé de sa fonction d'ancien entrepôt de vin de la ville impériale, qui a été consacré vers 1571 au rez-de-chaussée du bâtiment principal .

## Emplacement
L'entrepôt à vins est situé dans la vieille ville de Sebald sur la Maxplatz, au nord de la rivière Pegnitz au pont Max, en face de l'île du marché aux puces.

## Histoire
Le Weinstadel a été construit de 1446 à 1448 à l'extérieur des avant-dernières fortifications de la ville et était utilisé pendant trois jours durant la Semaine sainte pour l'hébergement et l'alimentation des lépreux (maladie spéciale). Comme il n'était utilisé que pendant la semaine sainte, les religieuses de Pillenreuth trouvaient refuge ici en temps de guerre (par exemple pendant les guerres de Margrave).
Lorsque les activités les plus malodorantes ont été transférées à St. Johannis en 1575, le bâtiment a pu être utilisé de manière plus intensive: des artisans, des familles pauvres, une filature pour femmes et des hôpitaux ont été hébergés ici au fil du temps. Le rez-de-chaussée a servi de magasin à vin pour la ville impériale vers 1571, dont le nom actuel est dérivé. L'hôpital a été déplacé dans la "maison témoin" nouvellement acquise en 1627 .
Pendant le bombardement de Nuremberg d'octobre 1944, le bâtiment reçoit de lourdes bombes explosives .
En 1950, le Weinstadel, avec le château d'eau qui y était structurellement relié, a été converti en un dortoir étudiant de l'Union des étudiants de Nuremberg avec un total de 74 places.

## Le bâtiment
D'une longueur de 48 mètres, le Weinstadel est le plus grand bâtiment à colombages d'Allemagne. Il y a deux étages supérieurs à colombages au-dessus du rez-de-chaussée en grès, surmonté par un toit à pignon de trois étages. À l'avant de la rivière Pegnitz, le bâtiment est équipé de galeries en bois pourvues de gargouilles métalliques.
Sur le côté est, il y a une tourelle vitrée remarquable de 1448. Elle a une fenêtre en arc en ogive et est également pourvue d'un toit à pignon. Elle est considérée comme la plus ancienne baie de toit de Nuremberg . Au premier étage du côté est, la maison est structurellement reliée à une ancienne tour des murs de la ville (le château d'eau) sous la forme d'un bâtiment en forme de pont à colombages et avec un toit à pignon, qui lui-même est construit sur un pont couvert au-dessus du Pegnitz.
Alors que la structure du toit correspond largement à l'état de l'époque de la construction, l'intérieur de la Weinstadel a été conçu de manière moderne  .

## Littérature
- Michael Diefenbacher: Weinstadel. In: Michael Diefenbacher, Rudolf Endres (Hrsg.): Stadtlexikon Nürnberg. 2., verbesserte Auflage. W. Tümmels Verlag, Nürnberg 2000,  (ISBN 3-921590-69-8), S. 1104, 1121 (Gesamtausgabe online).

## Liens web
- Destinations de voyage à Nuremberg
- Weinstadel à: Baukunst Nürnberg
- Weinstadel dans: Bayern-Online
- Mile historique Nuremberg
- Infos sur Nuremberg

## Source de traduction
- (de) Cet article est partiellement ou en totalité issu de l’article de Wikipédia en allemand intitulé « Weinstadel » (voir la liste des auteurs).